# Spyderco

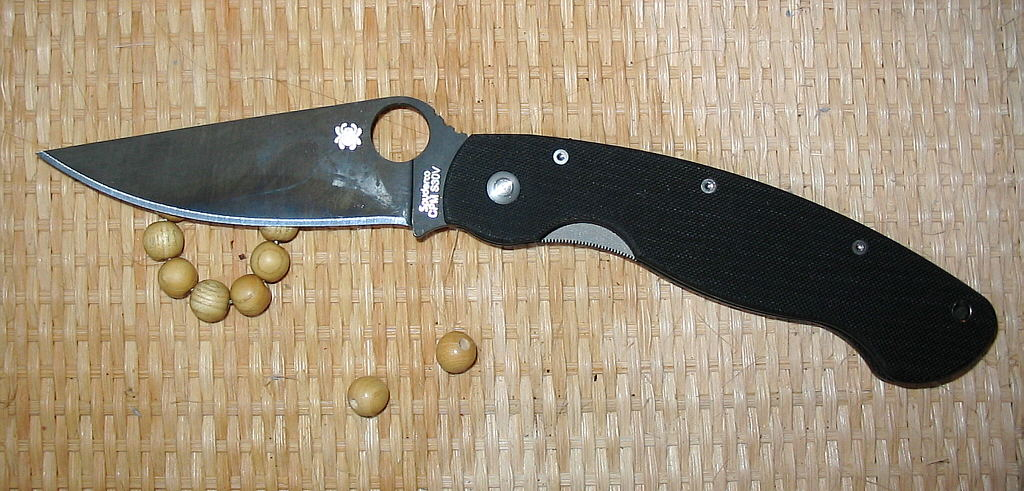
Spyderco Military

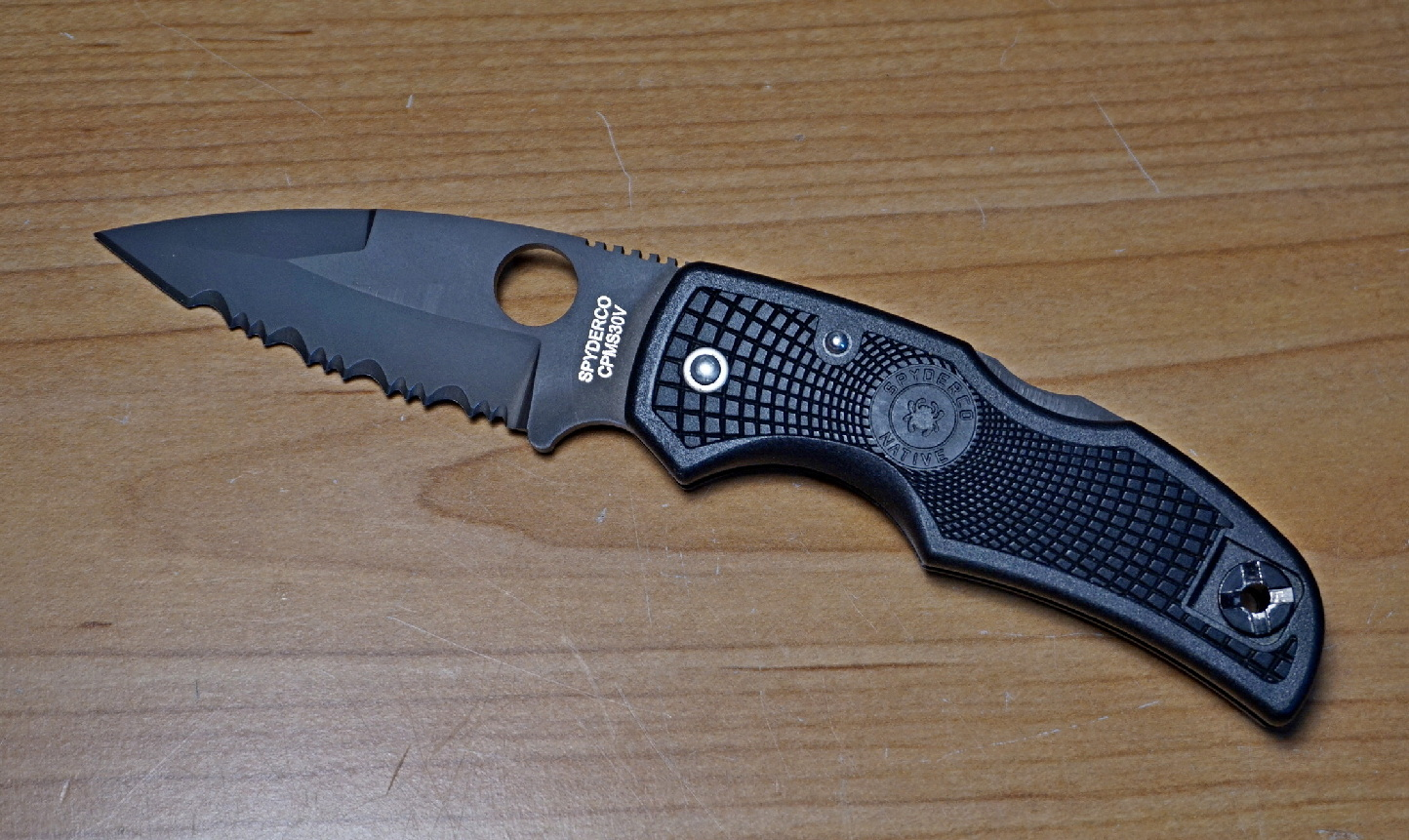
Spyderco Native 3

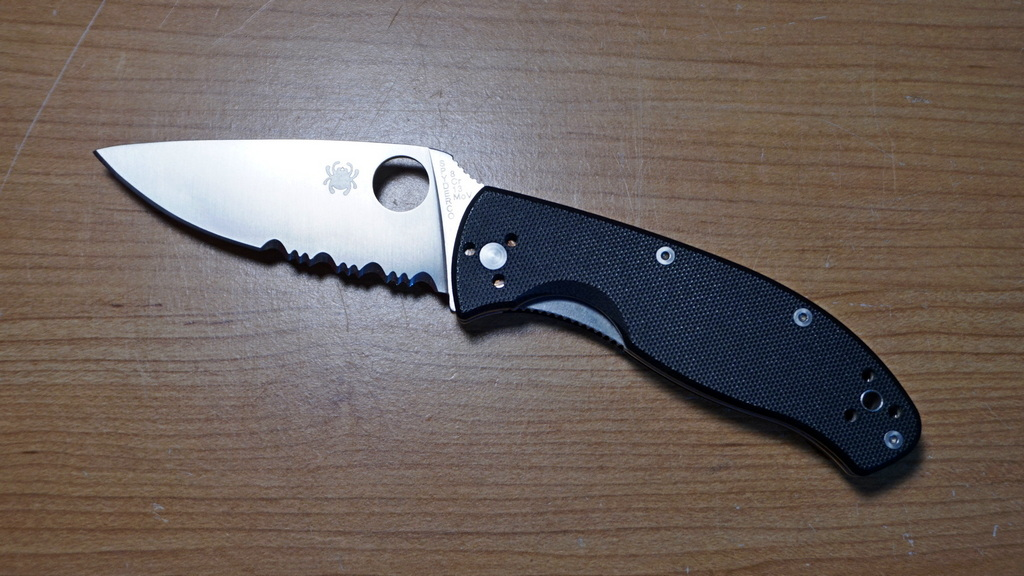
Spyderco Tenacious G10

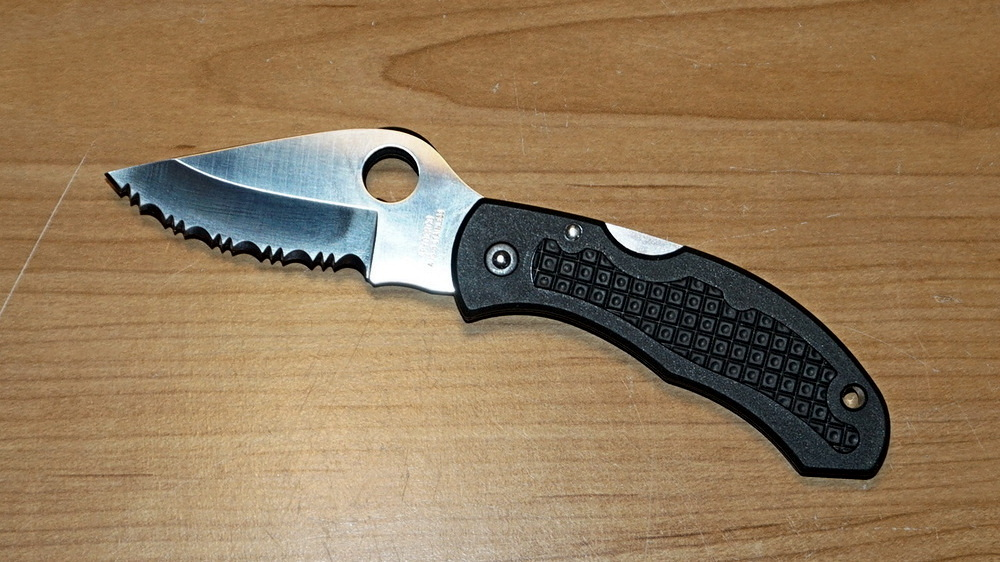
Spyderco Snap-it

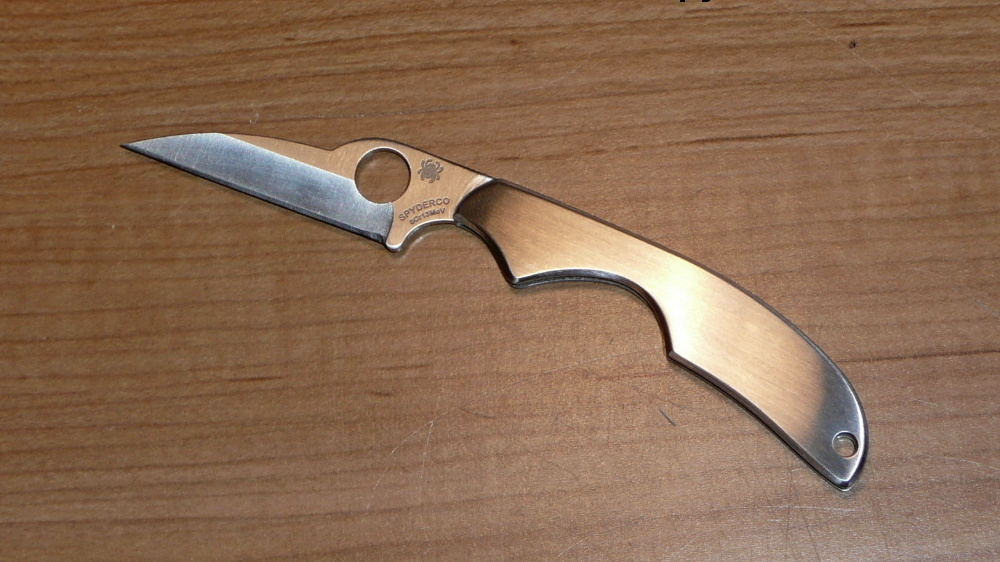
Spyderco Kiwi 3 Inox

Spyderco est un fabricant américain de couteaux. L'entreprise a été fondée en 1978 par Sal Glesser et se trouve à Golden dans le Colorado.
Pour l'histoire, Sal Glesser était au départ rémouleur.
Le premier modèle conçu fut le clipit Worker 01, couteau compact entièrement en acier (il y eut quelques versions en acier noir) mesurant plié 9,9 cm avec lame en acier G2, semi-dentée et contre tranchant (contre tranchant qui en fait une arme en référence à la législation).
Ce premier couteau fut produit avec l'aide d'Albert Mar, de la marque au diminutif Al Mar. Qui lui fournit ses contacts à Seki au Japon, « fief » de la production de lames. Ce qui permit de gagner du temps.
Ce premier EDC pliant tactique, et ces couteaux ont apporté un élan nouveau, avec le concept de couteau pliant tactique (L'on voit ce couteau dans le pendant US, nom de code Nina du film de Luc Besson, Nikita.).
Ce couteau arriva en France dans les années 1980, dans une petite boite en carton bleue (C01S CLIPIT « WORKER »  Right Hand SpyderEdge).
Ce couteau, pliant, bien que doté d'un mécanisme à pompe traditionnel, a rompu avec les couteaux de l'époque par trois points : 
- le clip, permettant un port différent, d'où son appellation ;

- le trou dans la lame permettant une ouverture rapide, comme le soulignait Sal Glesser, dans les situations dangereuses ;

- la serration de la lame, dentée en partie ou sa totalité.

On notera également d'autres créations notables. La police crée, à la demande des officiers de police de Los Angeles (au départ, à vérifier), le military et d'autres couteaux de par les nombreuses collaborations avec des couteliers de renom.
(Ajout JFSR)  

## Les aciers utilisés
Spyderco expérimente souvent de nouveaux aciers, en 2006, leurs lames sont réalisées dans les aciers suivants :
- 440C
- 8Cr13MoV
- ATS-55
- AUS-6
- AUS-8
- CPM-S30V
- CPM-S90V
- H-1
- N690Co
- VG-10
- ZDP-189
- CPM-S35VN

En 2021, Spyderco utilise de très nombreux aciers pour ses lames. Parmi les ajouts depuis 2006, on retrouve notamment : LC200N, CPM-M4, CTS-XHP, CPM-REX45, Bohler K390, M390/CPM-20CV.

## Collaboration

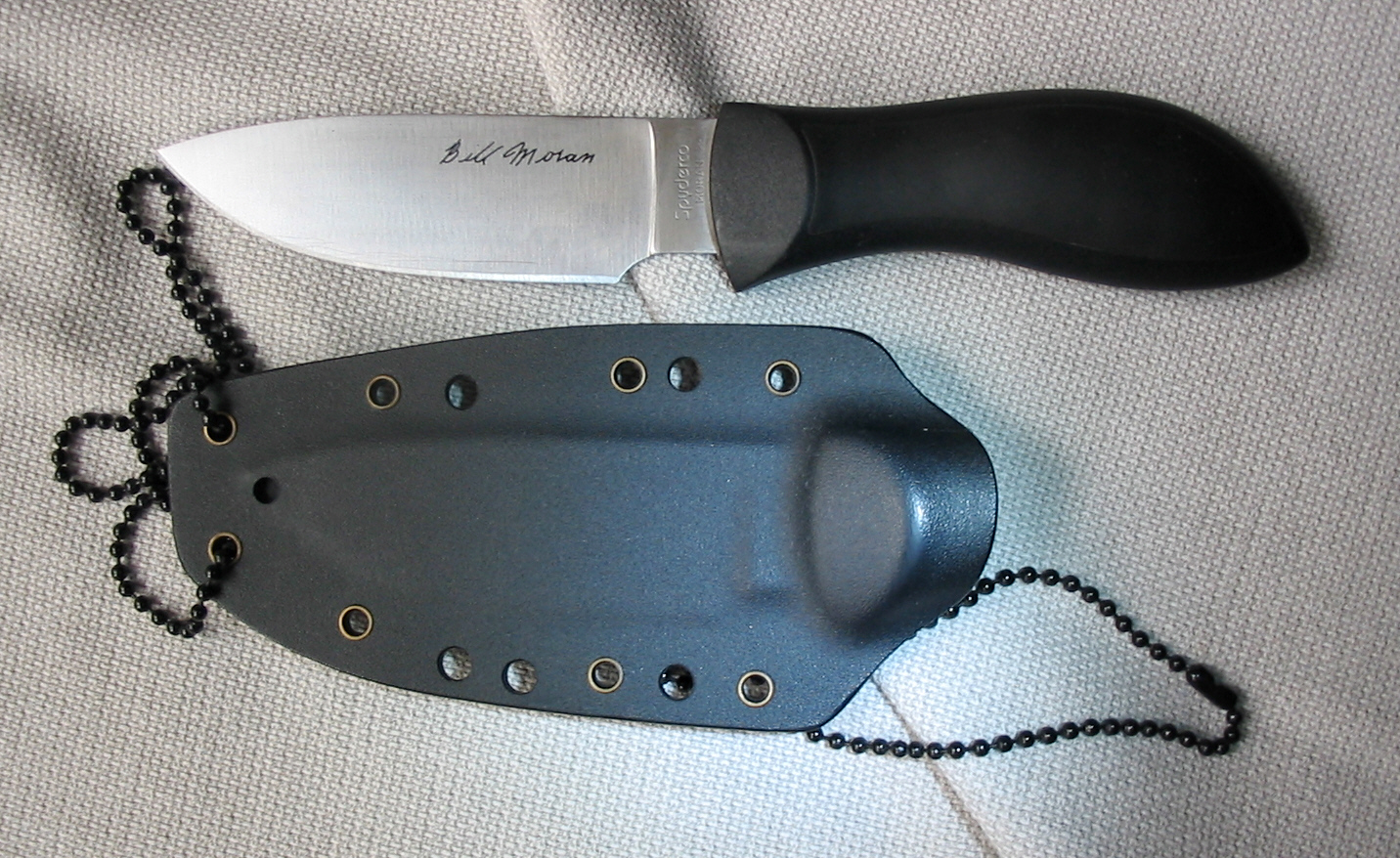
FB02 Spyderco Bill Moran Drop Point

Les couteliers suivants ont collaboré avec Spyderco pour la création de certains modèles de couteaux :
- Jens Anso : le Rock Lobster et le Zulu
- Massad Ayoob
- Eduard Bradichansky
- Frank Centofante : le C 25
- Alexandru Diaconescu
- Bram Frank
- Wayne Goddard
- Peter Herbst
- D'Alton Holder
- Jess Horn : le C 27 utilitaire et le C 34 de type combat
- Jerry Hossom
- James A. Keating
- Chad Los Banos
- Bob Lum
- R.J. Martin
- Bill Moran : FB 01
- Ken Onion : le Spyker
- Fred Perrin : le Street Beat, le Street Bowie, le Subway et le PPT (Perrin Perroti Thiel)
- Philippe Perroti : le PPT
- Sacha Thiel : le PPT
- Ed Schempp
- Ed Scott
- Jot Singh Khalsa
- JD Smith
- Laci Szabo
- Bob Terzuola : le C 15 et le C 19

- Warren Thomas
- Howard Viele
- Michael Walker : le C 22 et le C 37
- Tim Wegner
- Tim Zowada